# Acklinga
Acklinga är kyrkbyn i Acklinga socken i Tidaholms kommun i Västergötland.
Här ligger Acklinga kyrka.